# 1982 في كندا
فيما يلي قوائم الأحداث التي وقعت خلال عام 1982 في كندا.

## سياسة

### تعيين في المنصب
- 1 يناير – جيمس راسيل عضو المجلس النيابي لنيوفندلاند ولابرادور ‏.

### انتهاء فترة المنصب
- 1 يناير – ستيوارت سميث عضو برلمان مقاطعة أونتاريو.
- 9 سبتمبر – جان كريتيان وزير العدل [الإنجليزية]‏.
- 19 ديسمبر – جورج إسحاق سميث عضو مجلس الشيوخ الكندي.

## رياضة
- 13 يونيو – جائزة كندا الكبرى 1982 الفائز نيلسون بيكيه.

## مواليد

### يناير
- 1 يناير – آية بدير فنانة كندية.
- 12 يناير – شون ديزمن مغني كندي.

### مارس
- 5 مارس – تانيا سولنييه
- 10 مارس – توماس ميدلديتش ممثل أمريكي.

### أبريل
- 2 أبريل – ليلى ميلاني
- 3 أبريل – كوبي سمولدرز
- 9 أبريل – جاي باروشيل ممثل كندي.
- 15 أبريل – سيث روغن
- 30 أبريل – درو سيلي

### مايو
- 11 مايو – كوري مونتيث
- 18 مايو – ماري إيف بللوتيه لاعبة كرة مضرب كندية.
- 23 مايو – عادل شاماسدين لاعب كرة مضرب كندي.
- 27 مايو – ناتاليا مصارعة محترفة كندية.

### يونيو
- 16 يونيو – ميسى بيريجريم ممثلة كندية.

### يوليو
- 24 يوليو – آنا باكوين

### أغسطس
- 9 أغسطس – جويل أنتوني لاعب كرة سلة كندي.
- 20 أغسطس – ميجان أوري ممثلة كندية.

### سبتمبر
- 23 سبتمبر – شايلا ستايلز

### أكتوبر
- 22 أكتوبر – غاري بيلز مغني كندي.
- 31 أكتوبر – جاستن تشاتوين

### نوفمبر
- 14 نوفمبر – زاكاري بيل دراج كندي.
- 22 نوفمبر – شارلين تشوي
- 30 نوفمبر – إليشا كثبيرت

### ديسمبر
- 2 ديسمبر – أنطونين ديكاري ملاكم كندي.
- 4 ديسمبر – آدم ميتشيل لاعب هوكي جليد كندي.
- 6 ديسمبر – ريان كينيدي
- 30 ديسمبر – كريستين كريوك ممثلة كندية.

## وفيات

### مارس
- 28 مارس – ويليام جيوك (مواليد 1895) كيميائي أمريكي.

### أبريل
- 21 أبريل – جو سوير (مواليد 1906)

### مايو
- 8 مايو – جيل فيلنوف (مواليد 1950)

### أكتوبر
- 4 أكتوبر – غلين غولد (مواليد 1932) عازف بيانو كندي.

### نوفمبر
- 20 نوفمبر – إرفنغ غوفمان (مواليد 1922)

### ديسمبر
- 19 ديسمبر – جورج إسحاق سميث (مواليد 1909) سياسي كندي.